# CETRAM Huipulco
El Centro de Transferencia Modal Huipulco es un CETRAM ubicado al este del Estadio Azteca y que da servicio a la zona sur de la Ciudad de México.

## Remodelación
En 2017, el CETRAM sería remodelado, esto con el objetivo de minimizar y evitar, que los vendedores, que la gente sea víctimas de extorsión, chantaje y manipulación política.

## Conexiones
El CETRAM cuenta con las siguientes conexiones al transporte público de la Ciudad de México:
- (Red de Transporte de Pasajeros de la Ciudad de México) Rutas: 17-E, 17-F, 31-B, 69, 111-A, 131, 132, 134, 134-A, 134-B, 134-C, 134-D, 145-A, 162-D
- (Red de Autobuses de la Ciudad de México) Rutas: 2-F
- (Tren ligero de la Ciudad de México) Estadio Azteca, Huipulco